# Програма умертвіння Т-4
52°30′40″ пн. ш. 13°22′08″ сх. д. / 52.511° пн. ш. 13.369° сх. д.
Програма умертвіння «Т-4» (нім. Aktion T4; нім. Aktion Tiergartenstraße 4, «Операція Тиргартенштрасе, 4») — офіційна назва євгенічної програми німецьких націонал-соціалістів зі стерилізації, а згодом і фізичного знищення людей з психічними розладами, людей з розумовою відсталістю та людей зі спадковими хворобами. Відповідно, знищенню підлягали непрацездатні особи (люди з інвалідністю та хворі понад 5 років). Спочатку винищували тільки дітей до 3-х років, а потім всі вікові групи.

## Передісторія
До 1921 року євгеніка — вчення про спадкове здоров'я людини, а також про шляхи покращення його спадкових якостей — стала визнаною в низці країн, серед яких — Німеччина, Велика Британія, США.
Ще за рік до цього опубліковано книгу «Дозвіл на знищення життя, недостойного життя». Її автори, професор психіатрії Альфред Гохе та професор юриспруденції Карл Біндінг із Фрайбурзького університету, писали, що «ідіоти не мають права на існування, їх убивство — це праведний та корисний акт». Гохе, колишній фізіолог, стверджував, що деякі люди — просто баласт, який завдає неприємностей іншим, а також, що теж важливо, тягне за собою економічні видатки. Гохе стверджував, що існування мешканців психіатричних закладів (за його висловлюванням, «істот — баластів» і «порожнечі в оболонці» — осіб, нездатних на людські почуття) не має сенсу і цінності. Його співавтор Карл Біндінг пропонував державі створити спеціальні комісії з умертвлення осіб, негідних життя.
Уже 1921 року було сформовано урядову комісію, яка мала давати поради з приводу абортів і стерилізації для людей з розладами.
1923 року в Мюнхенському університеті створено кафедру расової гігієни, із завданням покращити «расову чистоту» німців.
1927 року в Берліні було засновано спеціальний інститут антропології, генетики людини і євгеніки ім. кайзера Вільгельма для наукового обґрунтування расової гігієни. Із цим інститутом був пов'язаний Йозеф Менгеле, який захистив докторську дисертацію на тему «Расові відмінності структури нижньої щелепи», — лікар, якого під час його служби в Освенцімі назвуть «ангелом смерті».

## Цілі програми
Програма передбачала в рамках расової гігієни «очищення» арійської раси від людей, існування яких впливало на появу здорового потомства — передусім це зачепило пацієнтів психіатричних клінік, а також тих осіб із психічними розладами, які виявлялись через лікарів амбулаторної ланки та приватних психіатрів. Виправданням служила висока вартість утримання і лікування, що було використано нацистською пропагандою з метою викликати ненависть до «психічно неповноцінних» як до непотрібних членів суспільства, на лікування яких ідуть кошти платників податків.
Спочатку практикували стерилізацію хворих, згідно із «Законом про запобігання (народження) хворого потомства». З 1934 по 1945 роки було примусово стерилізовано 300 000—400 000 людей з шизофренією, афективними розладами, епілепсією, спадковими глухотою та сліпотою, хворобою Гантінгтона, тяжкими каліцтвами та важким алкоголізмом.
Згодом категорії осіб і груп, яких вважали «біологічно загрозливими здоров'ю країни», суттєво розширили, деколи до них додавали навіть лесбійок, як осіб, що не дають потомства. Провадження нацистами політики расової гігієни досягло кульмінації під час Голокосту. Під прикриттям Другої світової війни націонал-соціалісти ще більше радикалізували расову гігієну. Знищенню підлягали всі євреї як «забруднювальна» раса, цигани як соціально небезпечні елементи та деякі інші меншини. Знищення тривало навіть після видання указу про завершення програми. У медичних клініках стали знищувати не тільки пацієнтів, а й скерованих туди непрацездатних в'язнів концентраційних таборів і хворих представників «нижчої раси» — «остарбайтерів», тобто безплатної робочої сили: євреїв Східної Європи та людей, привезених у Німеччину на роботу (в основному жінок і дітей) із СРСР. Відділи із транспортування із програми Т-4 було переведено в систему концтаборів. Чиновників із Т-4, Франца Штанґля і Крістіана Вірта, було призначено начальниками таборів смерті Треблінка і Белжец.

### Економічні мотиви програми
Причиною масових убивств було не лише провадження політики расової гігієни, а й економічний ефект. Нацисти вважали хворих зайвими. В замку Гартгайм знайдено документ із розрахунком економічного ефекту від знищення людей:

До 1 вересня 1941 року було знищено осіб: 70273. Це число, розділене між окремими клініками в 1940—1941 роках, 

| Клініка     | 1940 рік | 1941 рік | Загалом |
| Ґрафенек    | 9839     |          | 9839    |
| Бранденбург | 9972     |          | 9972    |
| Бернбург    |          | 8601     | 8601    |
| Гартгайм    | 9670     | 8599     | 18 269  |
| Зонненштайн | 5943     | 7777     | 13 720  |
| Гадамар     |          | 10 072   | 10 072  |
| Всього      | 35 224   | 35 049   | 70 273  |
При середній денній нормі на утримання хворого в німецьких марках 3,5 виходить, що річна економія в німецьких марках склала 88 543 980,00.

За умови, що така кількість хворих могла б прожити 10 років, зекономлено в німецьких марках 885 439 800,00, тобто таку суму було заощаджено завдяки знищенню 70 273 осіб, провадженого до 1 вересня 1941 року. 
На засіданні керівників програми «Т-4» 9 жовтня 1939 року число потенційних жертв програми встановлено в розмірі 70 тисяч осіб. Було ухвалено формулу 1000:10:5:1, згідно з якою з кожної тисячі людей десять непрацездатні, 5-тьом із 10-ти потрібно допомагати, а одного знищити. За цією формулою з 65—70-ти млн громадян Німеччини знищували 70 тисяч осіб. Згідно зі статистикою, це давало великий економічний ефект у збереженні для держави 885 440 000 рейхсмарок.

## Організація і виконання програми

### Початок програми «евтаназії»
Свою назву програма отримала через адресу головного бюро з координації програми — воно перебувало в Берліні на Тірґартенштрассе, 4. Програму назвали: «Акція —  смерть із милосердя» (нім. Aktion Gnadentod); у документах використовували також слова «евтаназія» (як милозвучніше) та «дезінфекція».
Спочатку знищували тільки невиліковно хворих дітей до 3 років, згодом дії розповсюдили і на підлітків до 17-річного віку. Вирок виносили без серйозної діагностики. До кінця війни приблизно в 30 спеціалізованих дитячих відділеннях було вбито не менше 5000 дітей з інвалідністю.
Уже в липні 1939 року на засіданні в Гітлера обговорювали можливість розповсюдження програми на  дорослих з психічними розладами.
18 серпня 1939 року Імперське міністерство внутрішніх справ видало розпорядження про обов'язкову реєстрацію всіх дітей із фізичними порушеннями або розумовою відсталістю. Паралельно тривала акція із взяття на статистичний облік людей з інвалідністю та людей з психічними розладами..

### Відповідальні особи
Відповідальними за виконання програми було призначено керівника канцелярії Гітлера рейхсляйтера і обергрупенфюрера СС Філіпа Боулера і особистого лікаря Гітлера Карла Брандта; безпосередніми виконавцями — керівника програми Т−4 гауптштурмфюрера медичної служби СС д-ра психіатрії Вернера Гайде (Фріца Саваде) та його заступника д-ра Пауля Ніцше. Законодавчу базу програми забезпечував рейхсміністр внутрішніх справ Вільгельм Фрік.

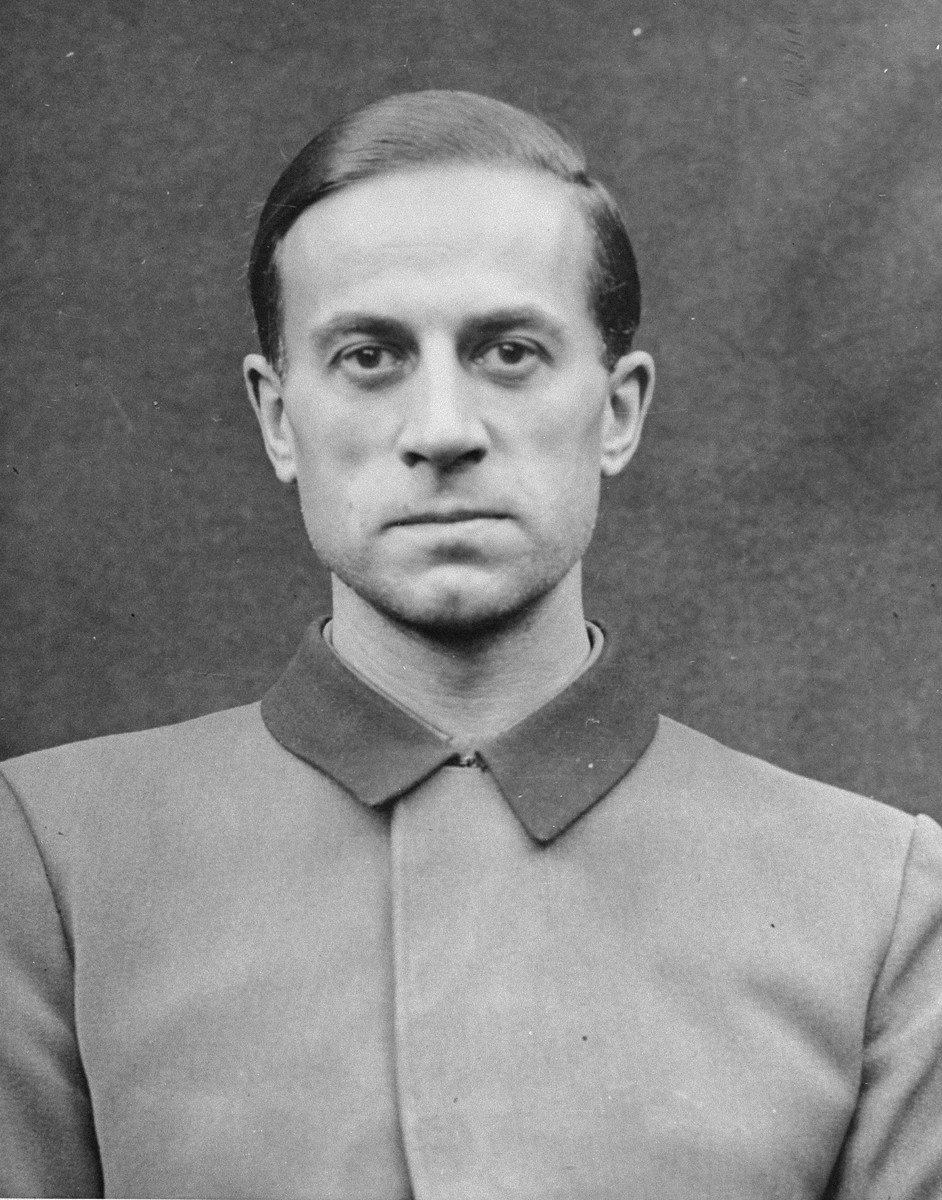
Карл Брандт, рейхскомісар охорони здоров'я, лейб-доктор Гітлера. Військовий злочинець

Багато з німецьких лікарів-психіатрів, будучи прихильниками євгеніки, брали активну участь в «актах евтаназії». Вони допомагали офіційному узаконенню масових вбивств; добирали і рекомендували катів. Випадки відмови від співробітництва і засудження таких дій були одиничними; так, висловили свій протест Карл Бонгеффер, Мартін Голь, Ганс Крайтцфельдт, Ґотфрід Евальд.

### Матеріальна база і організаційна структура

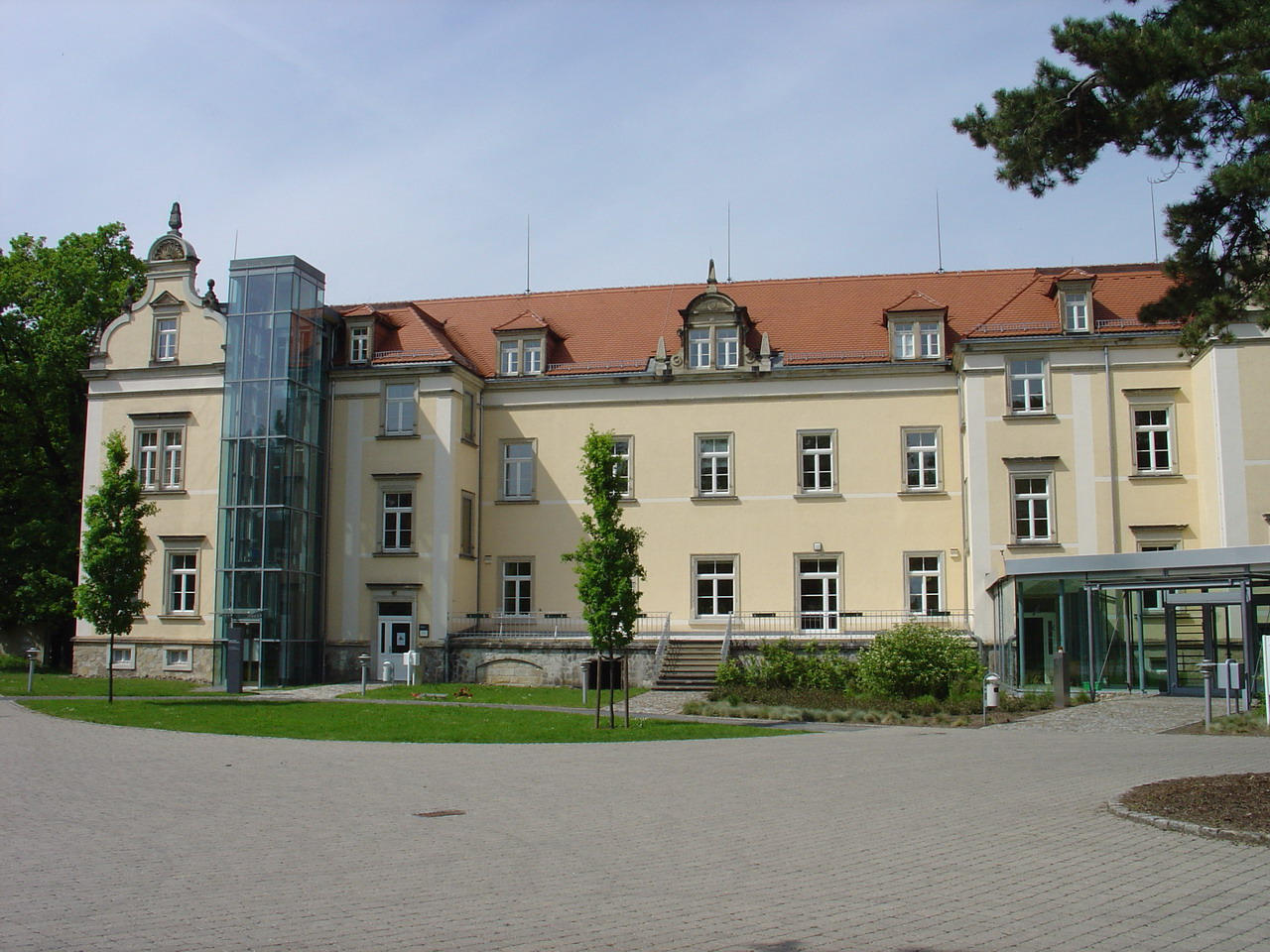
У підвалі цього будинку в містечку Зонненштайн під Пірною (Саксонія) було знищено більше 13 тисяч людей з психічними розладами і близько тисячі в'язнів концтаборів.

Масові вбивства пацієнтів почалися з 1940 року в клініках Німеччини, а згодом і на території окупованої Польщі. Було створено мережу закладів, кожен з яких виконував свою роль у виконанні програми:
- «Імперське товариство робітників лікувальних і опікунських закладів» (RAG). Відповідало за розсилання реєстраційних карток у всі психіатричні клініки.
- «Некомерційний медичний транспорт — товариство з обмеженою відповідальністю». Відповідало за перевезення хворих із психіатричних клінік в центри умертвлення.
- «Некомерційна організація закладів опіки». Відповідала за оренду приміщень для потреб програми Т-4, встановлення обладнання, добір персоналу, а також за економічні завдання програми.
- «Центральна рахункова палата лікувальних і опікунських закладів». Здійснювала всі фінансові розрахунки.

Також було організовано й очищено від попередніх стаціонарних хворих сім головних центрів, кожен з яких мав окрему мережу психіатричних клінік.
Періоди здійснення над пацієнтами медичних експериментів та їх знищення:
- Бранденбург (січень 1940 — вересень 1940),
- Ґрафенек (січень 1940 — грудень 1940),
- Гартгайм, Австрія (січень 1940 — грудень 1944),
- Галль, Австрія (1942—1945),
- Зонненштайн (червень 1940 — серпень 1943),
- Бернбург (вересень 1940 — квітень 1943),
- Гадамар (січень 1941 — серпень 1941)

У східних провінціях рейху умертвлення провадили СС і оперативні групи; пацієнтів розстрілювали і умертвлювали в пересувних газових камерах із використанням монооксиду вуглецю.

### Добір жертв
Добором жертв займалися 42 так звані «експерти». Добір відбувався анкетуванням; лікарі не мали можливості ознайомитися зі станом пацієнта особисто. «Експертам» надсилали анкети хворих, і ті ставили відмітку «червоний плюс» (умертвлення), або «синій мінус» (життя). Остаточні рішення ухвалювали головні експерти: Герберт Лінден, Вернер Гайде і Карл Шнайдер. Родичі хворих здебільшого не знали, де перебувають їх рідні.
Відповідальним за вибір найефективнішого методу знищення було призначено групенфюрера СС Артура Небе. Його підлеглий — директор фізико-хімічного відділу інституту кримінології Альберт Відман — запропонував використовувати чадний газ. Також було встановлено принципи, за якими мав відбуватися добір жертв. Було розроблено анкети, в яких було вказано критерії добору «неповноцінних людей»:
шизофренія, епілепсія, енцефаліт, старечий маразм, параліч, пацієнти з діагнозом хвороба Гантінгтона, а також люди з психічними розладами, нездатні займатися фізичною працею:
- пацієнти, що лікувалися понад 5 років;
- пацієнти з кримінальним минулим;
- особи без громадянства Німеччини або пацієнти неарійського походження.